# 니야

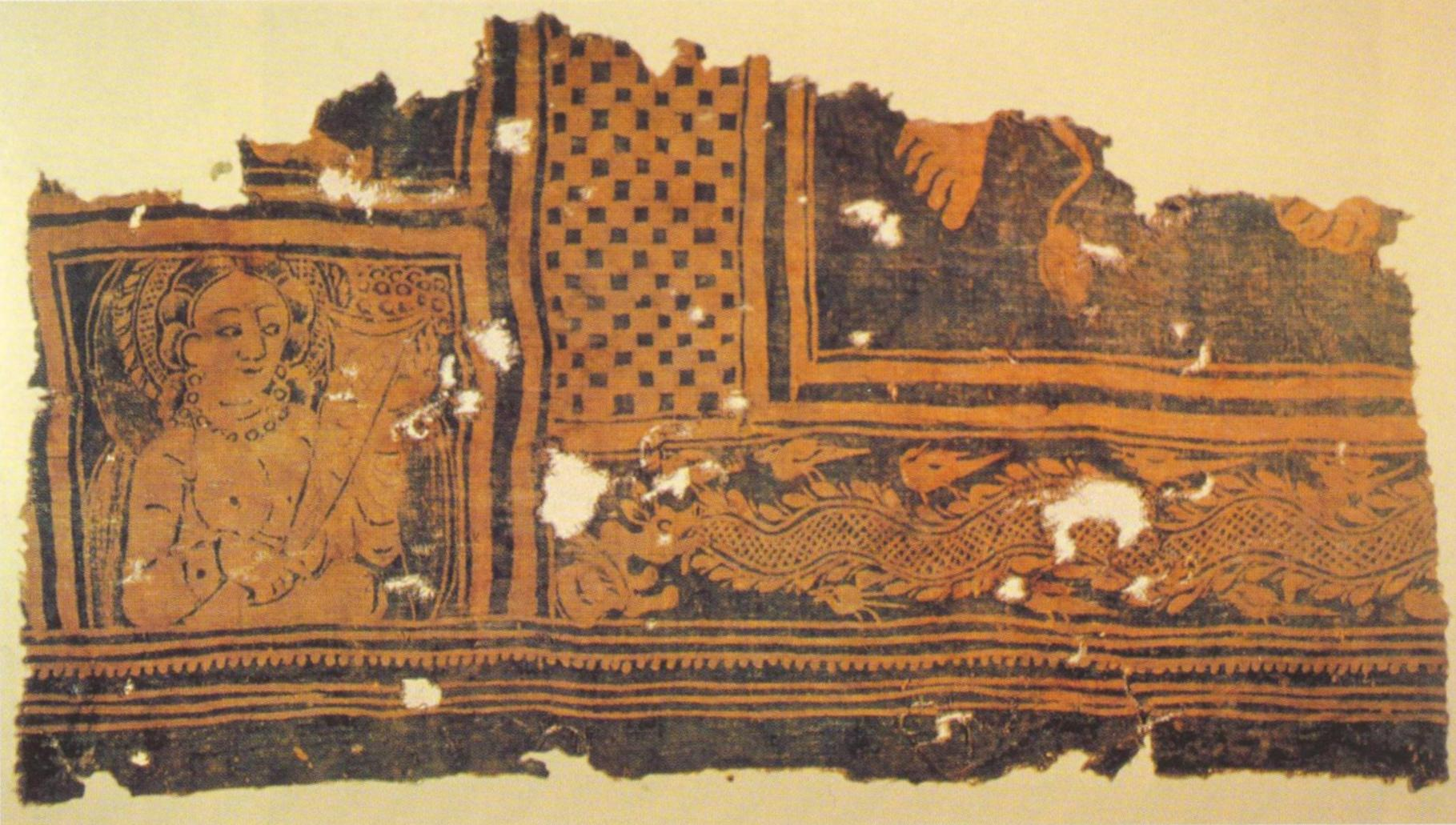
니야의 바틱 텍스타일

니야(Niya)는 타림분지의 남쪽 가장자리에 위치한 고고학적 장소로 현재 신장의 중국자치주에 있다. 여기에는 수많은 고대 고고학적 유물이 복원되었다. 니야는 남부 타클라마칸 사막내의 남비단길의 오아시스에 주요한 상업 중심이었다. 고대에 낙타 행상(카라반)은 상품을 중국에서 중앙 아시아로 실어 날랐다.

## 같이 보기
- 선선
- 누란